# Agenzia esecutiva del Consiglio europeo della ricerca
L'Agenzia esecutiva del Consiglio europeo della ricerca (ERCEA) è l'agenzia esecutiva dell'Unione europea, con sede a Bruxelles, che svolge le funzioni amministrative e implementa le strategie del Consiglio Europeo della Ricerca.
Il Consiglio Europeo della Ricerca (ERC o CER) è stato istituito nel febbraio 2007 dalla Commissione europea nell'ambito del Settimo programma quadro per la ricerca (7° PQ), al fine di provvedere all'attuazione del programma specifico "Idee" del 7° PQ e sostenere la ricerca di frontiera svolta su iniziativa dei ricercatori. Per il periodo 2007-2013 il Consiglio dispone di un bilancio complessivo di 7,5 miliardi di euro.
L'obiettivo principale del Consiglio europeo della ricerca è stimolare l'eccellenza scientifica in Europa sostenendo ed incoraggiando i migliori scienziati, studiosi ed ingegneri ed invitandoli a presentare le loro proposte nei vari settori della ricerca.

## Organizzazione
Il CER è composto da un consiglio scientifico indipendente e da un'agenzia esecutiva che opera per conto della Commissione europea. Il consiglio scientifico definisce la strategia scientifica e le relative metodologie, mentre l'agenzia esecutiva provvede all'attuazione di tali strategie e metodologie gestendo le attività di finanziamento del CER nel contesto giuridico del 7° PQ.
Il direttore ad interim dell'Agenzia è Pablo Amor.
L'agenzia esecutiva del CER è stata formalmente istituita nel dicembre 2007 ed è diventata autonoma dal punto di vista amministrativo il 15 luglio 2009.
Il Consiglio europeo della ricerca opera in modo trasparente e in piena integrità ed autonomia, principi di cui si fa garante la Commissione europea, alla quale rende conto. La Commissione europea detiene la responsabilità finale dell'esecuzione del 7° PQ e del relativo bilancio.

## Attività dell'Agenzia
L'agenzia esecutiva del Consiglio europeo della ricerca svolge i seguenti compiti:
- attuare il programma di lavoro annuale, quale definito dal consiglio scientifico e adottato dalla Commissione;
- gestire gli inviti a presentare proposte conformemente al programma di lavoro;
- fornire informazioni e sostegno ai candidati;
- organizzare valutazioni inter pares;
- concludere e gestire convenzioni di finanziamento, ai sensi del regolamento finanziario dell'UE;
- prestare assistenza al consiglio scientifico.